# 左炔諾孕酮植入器
左炔諾孕酮植入器（英語：levonorgestrel-releasing implant，也可譯為左炔諾孕緩釋植入裝置），在市面上銷售的商品名稱有Jadelle等，是一種植入皮下，可緩慢釋放左炔諾孕酮以達到避孕目的的裝置。它是一種最有效的避孕方式之一，平均一年的失敗率約為0.05%。該裝置植入皮膚之下，可持續使用長達五年。有骨盆腔發炎病史而無法使用宮內節育器的女性，可改用此類裝置。使用此裝置的個體在移除之後，生育能力會迅速恢復。
人體對左炔諾孕酮植入器的耐受性通常良好，副作用極少。副作用有月經不規律、停經、頭痛和乳房疼痛。不建議患有嚴重肝病的人使用。左炔諾孕酮植入器是一種長效且可逆避孕方法。它主要透過阻止使用者排卵和增厚子宮頸周圍的黏液以阻止精子通過來發揮作用。
左炔諾孕酮植入器於1983年在芬蘭獲准用於醫療用途，並於1990年在美國取得使用核准。它已列入世界衛生組織基本藥物標準清單之中。此裝置已在全球超過60個國家獲准使用，已使用的女性超過七百萬人。但它截至2015年尚未在美國銷售。

## 醫療用途
左炔諾孕酮植入器在預防使用者懷孕方面具有99%至99.95%的成功率，是避孕方式中最可靠但並非最普及的一種。左炔諾孕酮植入器透過多種路徑預防懷孕：它能阻止排卵，表示無卵子釋出可供受精、透過增厚子宮頸黏液而阻止精子進入以及讓子宮內膜變薄，而降低胚胎著床的可能性。
左炔諾孕酮植入器透過緩釋激素而達到前述避孕的目的：有少量黃體製劑會持續由植入器的膠囊釋放，在最初一年半的釋放量較多，但之後則維持在與大多數口服避孕藥相似的水平。左炔諾孕酮植入器不具備預防性傳染病的功能，與其他激素避孕方式相同。
植入式避孕裝置在開發中國家特別能發揮作用，因為使用後就不需每日服藥或再需醫院協助。此外，使用者及其伴侶也不需持續使用其他避孕用品（如藥丸、保險套等），這是一種可長期發揮作用，效果好，且成本很低的避孕方法。

## 禁忌症
患有肝病、乳癌或血栓的女性不應使用左炔諾孕酮植入器。懷疑自己可能已經懷孕或有陰道出血的女性，應優先就醫。此系統不含雌激素，因此年長女性、吸菸者及有高血壓的個體（即出現心血管疾病機率較高的個體）均可使用，不受限制。

## 副作用
女性在植入三個月後需安排一次回診，以監測血壓並討論任何疑慮。副作用有最初約三個月內的月經不規律，包括經期比正常時間長、月經週期之間出血或點狀出血、月經量大，或在此期間完全沒月經。常見的副作用另有體重增加、神經緊張、焦慮、噁心、嘔吐、乳房脹痛、頭暈、皮膚炎/皮疹、多毛症、頭皮毛髮脫落、頭痛、憂鬱和痤瘡。有時植入部位會出現疼痛、搔癢或感染。卵巢囊腫也可能在某些使用者身上出現，引發疼痛，而需經手術移除。

## 施用方式

### 植入
左炔諾孕酮植入器是透過在女性上臂造出一個小切口，然後將膠囊以扇形排列方式植入皮下。植入過程通常需要15分鐘，有時可肉眼看到皮膚下膠囊的所在，通常像一段靜脈。也可經由觸摸皮膚而感覺其存在。避孕效果在植入後24小時內開始，可持續長達五年。

### 移除
左炔諾孕酮植入器可透過造出第二個切口後將膠囊取出。通常是在五年期限結束時，或在以下情況下移除：
- 希望再度懷孕
- 偏好其他的避孕方式
- 出現併發症

移除過程通常並不複雜。根據849例移除報告，移除困難的發生率為6.2%。移除困難的原因包括有：需要多個切口才能完整取出膠囊、膠囊可能破碎，導致碎片殘留在體內、患者在移除過程中感到疼痛、由於過程複雜或需要進一步處理，導致患者需要多次回診、有時膠囊被植入得過深，增加移除的難度以及移除手術本身耗時較長等情況。此外，也可能出現其他未具體說明的併發問題。
如有需要，可在移除的同時再植入新的裝置。

## 歷史
這項技術始於1966年，由在國際性的非營利，非政府組織人口理事會服務的謝爾頓·西格爾和奧拉西奧·克羅薩托（Horacio Croxatto）兩位共同開發，並於1974年在智利進行首次臨床試驗。此裝置於1983年11月23日首次在芬蘭獲得批准，由Leiras Oy Pharmaceuticals公司製造。最初商品名為Norplant的裝置由六個小型的矽膠膠囊組成（2.4公釐 × 34公釐），每個膠囊內含36毫克的左炔諾孕酮，植入上臂皮膚下，可避孕長達五年。原始的（六膠囊）Norplant已逐步停產。美國國際開發署（USAID）對其的訂購合約於2006年12月到期。原始的（六膠囊）Norplant於1990年12月10日獲得美國食品藥物管理局（FDA）批准，並於1991年由惠氏製藥工程公司在美國推出。Norplant在美國的經銷於2002年結束。美國直到2004年仍有少量供應。Norplant於1999年從英國市場撤出。全球於2008年完全停止生產Norplant。
Norplant II（Norplant-2，商品名稱Jadelle）同樣由人口理事會開發並由先靈製藥製造，它由兩根小型（2.5公釐 × 43 公釐）矽膠棒組成，每根含有75毫克的左炔諾孕酮聚合物基質，而非原來的六個膠囊。Norplant II於1996年5月31日獲得FDA批准，證明其效力可持續三年。隨後於2002年11月22日再次獲得FDA批准，證實其效力可持續五年。Jadelle尚未在美國上市。Jadelle自2007年1月起是USAID訂購合約中Norplant的後繼產品。

## 社會與文化

### 美國
截至1996年，已有超過50,000名女性對惠氏公司或其子公司，或開立Norplant處方的醫生提起訴訟，其中包括70起集體訴訟。惠氏公司未輸掉任何一起涉及Norplant的訴訟，即使是已進入由陪審團審理的案件也是如此。
惠氏公司在經歷3次陪審團審理勝訴、20次庭前簡易判決，以及駁回14,000宗索賠後，於1999年8月26日提出庭外和解的建議，向約36,000名聲稱未獲充分告知Norplant的副作用（如月經不規律、頭痛、噁心和憂鬱）的女性，每人支付1,500美元現金。惠氏公司表示，大多數原告經歷的副作用均已在Norplant的標籤資訊中說明。公司未承認任何不當行為，稱和解是"純粹的商業決定"，並指出"我們雖然在法律上成功捍衛公司的立場，但也付出高昂代價，因為訴訟耗時、昂貴，並對研究產生寒蟬效應"，同時強調將繼續提供Norplant並"積極應對任何新的訴訟"。
約有32,000名女性接受每人1,500美元的庭外和解金。惠氏公司於2002年8月14日贏得簡易判決，駁回剩餘2,960名未接受和解方案的原告的索賠。
惠氏公司於2000年8月暫停Norplant在美國出貨。原因是例行品質檢測發現自1999年10月20日起分銷的七批Norplant產品，其左炔諾孕酮釋放率雖符合產品規格，但接近保存期限穩定性的低標，而引發對其避孕效力的擔憂。惠氏公司建議使用這些批次產品的女性，在確認其臨床相關性前，應採取額外的避孕措施。
惠氏公司公司於2002年7月26日宣佈針對Norplant可疑批次膠囊進行的調查數據顯示，其避孕效果並未低於臨床試驗報告，因此使用者可安全停止額外避孕措施。惠氏公司同時指出由於產品組件供應受限，不打算在美國恢復銷售六膠囊Norplant避孕系統。

### 紐西蘭
Jadelle於2010年8月被納入該國藥品管理局的藥品清單中，並隨後開始提供使用補貼。但醫療人員對其植入技術的便利性有所疑慮，希望有更易於使用的替代品。拜耳紐西蘭（Bayer New Zealand）與藥品管理局之間的協議，條件是拜耳紐西蘭必須提供足夠的培訓，以確保醫生能熟練掌握植入和移除的技術。

### 爭議
在美國，Norplant避孕植入器曾引發關於社會福利與個人自主的激烈辯論。部分立法者試圖提供經濟誘因，鼓勵女性使用Norplant，例如堪薩斯州曾提議支付500美元的一次性費用加上50美元的年度獎金。此外，一些法官甚至將Norplant作為對被判虐待兒童或藥物濫用的女性，提供自願性植入選項以替代入獄服刑。
然而這些措施也招致強烈批評。Norplant於1990年獲准上市後，《費城詢問報》上發表的一篇社論，建議透過獎勵使用Norplant來"縮減黑人下層階級人口規模"，引發軒然大波。並最終導致該報公開道歉。這段歷史凸顯Norplant在美國所牽涉的避孕、社會福利、種族等敏感而複雜的議題。
批評者如美國公民自由聯盟（ACLU）認為將Norplant與社會福利掛鉤或作為替代監禁的選項，具脅迫性和歧視性，並讓人聯想到20世紀初的優生學論調。黑人女性主義者Dorothy Roberts更指出，這反映出"白人主流"對貧困黑人女性生活和生育選擇的"妖魔化甚至是犯罪化"。雖然美國多州曾提出法案以獎勵或強制接受福利補助母親使用Norplant，但這些提案最終均未獲通過。
巴爾的摩曾是美國第一個積極推廣Norplant的大城市，主要針對青少年，因其高出生率（1990年中年齡層在15-17歲女孩約有10%懷孕而產下後代），許多此類母親因此輟學並陷入貧困。時任市長Kurt Schmoke甚至推動立法，讓少女在未經家長同意下，可在學校裝置Norplant。
這些計畫主要在非裔美國人就學為主的學校實施，例如勞倫斯·G·帕昆中學（Laurence G. Paquin Middle School）成為首間提供Norplant植入的學校，其學生絕大多數為非裔美國人。隨後，洛杉磯和芝加哥等其他城市的高中也陸續跟進。然而，這種集中於非裔美國人學校的做法，立即引起非裔社區領袖對種族歧視的質疑。

## 註記
1. ↑   usually on the medial (or inner) side of the non-dominant arm[16]